# Contea di Lincoln (Wisconsin)
La contea di Lincoln (in inglese, Lincoln County) è una contea dello Stato del Wisconsin, negli Stati Uniti. La popolazione al censimento del 2000 era di 29 641 abitanti. Il capoluogo di contea è Merrill.